# Patrick Wright
Patrick Richard Henry Wright (28 juin 1931 - 6 mars 2020) est un diplomate britannique qui a été chef du service diplomatique.
Il siège à la Chambre des lords comme crossbencher du 10 février 1994 jusqu'à sa retraite le 17 décembre 2019 .

## Jeunesse
Patrick Wright est le fils de Herbert et Rachel Wright. Il fait ses études au Marlborough College. Après avoir servi dans l'Artillerie royale en 1950 et 1951, il est allé au Merton College, Oxford où il obtient un baccalauréat ès arts en Literae Humaniores en 1955 .

## Carrière diplomatique
Il rejoint le service diplomatique en 1955 et est allé étudier l'arabe au MECAS au Liban de 1956 à 1957 . Il est affecté comme deuxième secrétaire à l'ambassade britannique à Beyrouth de 1958 à 1960 . Entre 1960 et 1965, il est secrétaire privé de l'ambassadeur et premier secrétaire de l'ambassade de Washington DC entre 1965 et 1967, secrétaire privé du sous-secrétaire d'État permanent (PUS) du FCO et premier secrétaire et chef de la chancellerie à l'ambassade britannique au Caire entre 1967 et 1970. Wright est résident politique adjoint à Bahreïn en 1971 et 1972, chef du département du Moyen-Orient au ministère des Affaires étrangères et du Commonwealth de 1972 à 1974, et secrétaire privé (Affaires d'outre-mer) de deux premiers ministres, Harold Wilson et James Callaghan de 1974 à 1977. En 1977, Patrick Wright est nommé ambassadeur au Luxembourg et en Syrie en 1979 où il reste jusqu'en 1981. Il est sous-secrétaire d'État adjoint au FCO de 1982 à 1984.
Sir Patrick Wright est nommé ambassadeur en Arabie saoudite de 1984 à 1986. Pendant les cinq années suivantes, il combine les rôles de Secrétaire permanent au ministère et de chef du service diplomatique jusqu'à sa retraite en 1991.

## Carrière dans les affaires
En 1991, Lord Wright devient Administrateur de la Barclays Bank jusqu'en 1996, de British Petroleum jusqu'en 2001, de De La Rue jusqu'en 2000, d'Unilever jusqu'en 1999 et de BAA jusqu'en 1998.
Entre 1993 et 2002, il est membre de la Commission de sécurité. Il est membre du Conseil de Chatham House (Institut royal des affaires internationales) de 1992 à 1999, et président de 1995 à 1999. Il est membre du conseil de l'Atlantic College de 1993 à 2000 et du Royal College of Music de 1991 à 2001. Wright est gouverneur de la Fondation Ditchley de 1986 jusqu'à sa mort en 2020. De 1991 à 2001, il est gouverneur du Wellington College, de 1991 à 1995 registraire de l'Ordre très vénérable de Saint-Jean de Jérusalem et directeur des relations avec l'étranger de 1995 à 1997. Il est administrateur fondateur de l'organisation caritative de soutien à la famille Home-Start International basée au Royaume-Uni, dont il est président de 2004 à 2007 .
Dans les honneurs du Nouvel An 1978, Wright est nommé compagnon de l'Ordre de St Michael et St George (CMG), promu Knight Commander (KCMG) en 1984 et Chevalier Grand-Croix (GCMG) dans les honneurs d'anniversaire de 1989. Un an plus tard, il est nommé à l'Ordre de Saint-Jean en tant que chevalier (KStJ). Il est créé pair à vie en tant que baron Wright de Richmond, de Richmond upon Thames dans le Borough londonien de Richmond upon Thames le 10 février 1994.

## Famille
Patrick Wright épouse Virginia Anne Gaffney en 1958 . Ils ont deux fils, Marcus (né en 1959) et Angus (né en 1964), et une fille, Olivia, Lady McDonald (née en 1963), épouse de Sir Simon McDonald (plus tard également sous-secrétaire permanent au ministère des Affaires étrangères et du Commonwealth et chef du service diplomatique).